# Ağlı (stad)
Ağlı is de hoofdstad (İlçe Merkezi) van het gelijknamige district in de provincie Kastamonu in het noorden Turkije. De plaats telt 3.196 inwoners (2018).
De bevolkingsontwikkeling van Ağlı is weergegeven in onderstaande tabel.
| Jaartal | totaal | man   | vrouw |
| ------- | ------ | ----- | ----- |
| 2018    | 3.196  | 1.594 | 1.602 |
| 2017    | 2.881  | 1.406 | 1.475 |
| 2016    | 2.886  | 1.422 | 1.464 |
| 2015    | 2.903  | 1.423 | 1.480 |
| 2014    | 2.980  | 1.466 | 1.514 |
| 2013    | 2.971  | 1.465 | 1.506 |
| 2012    | 2.863  | 1.402 | 1.461 |
| 2011    | 2.944  | 1.431 | 1.513 |
| 2010    | 3.042  | 1.484 | 1.558 |
| 2009    | 3.175  | 1.546 | 1.629 |
| 2008    | 3.327  | 1.628 | 1.699 |
| 2007    | 3.306  | 1.610 | 1.696 |